# Alfred Landé
Alfred Landé (Elberfeld, Renania, 13 de diciembre de 1888 - 30 de octubre de 1976) fue un físico germano-estadounidense conocido por sus contribuciones a la teoría cuántica, siendo responsable del factor de Landé y de la explicación del efecto Zeeman.

## Biografía
Alfred Landé nació el 13 de diciembre de 1888 en Elberfeld, Renania, Alemania, hoy parte de la ciudad de Wuppertal.
En 1913 Arnold Sommerfeld, director de tesis de Landé en la Universidad de Múnich, le envió a la Universidad de Gotinga como asistente especial de física de David Hilbert, en sustitución de Paul Ewald, a quien Sommerfeld había enviado al mismo puesto en 1912. En física, era la época del modelo atómico de Bohr. Los líderes científicos en Gotinga incluían a muchos grandes con quienes Landé iba a entrar en contacto, como el mismo Hilbert, Edmund Landau, Carl Runge y Ludwig Prandtl (el destacado teórico de la aerodinámica). También Niels Bohr y Hendrik Lorentz visitaron Gotinga con frecuencia. Landé tuvo allí también un estrecho contacto con Max Born.
Landé obtuvo su doctorado bajo la dirección de Sommerfeld en la Universidad de Múnich dos semanas antes del inicio de la Primera Guerra Mundial. Se unió a la Cruz Roja y sirvió durante dos años en el frente oriental, antes de ser invitado por Max Born a unirse a él en la Comisión de Pruebas de Artillería, una de las pocas secciones científicas del ejército. Además de su trabajo en la localización artillera mediante el rango de sonidos, comenzaron a examinar las fuerzas cohesivas y la compresibilidad de los cristales. Este trabajo llevó al resultado inesperado de que las trayectorias electrónicas en los átomos no eran en nada como las órbitas planetarias, que en ese momento era como se comprendía habitualmente el comportamiento del electrón en un átomo.
Landé estudió la estructura atómica intensamente durante los siguientes siete años. En 1916 Sommerfeld había comenzado a aplicar la nueva teoría atómica para formar una regla de cuantificación general. El trabajo de Landé sobre las trayectorias electrónicas cúbicas y tetraédricas ("átomos cubicos") resultó de gran interés para Sommerfeld, Peter Debye y Bohr.
En 1919, inesperadamente, Landé cambió de campo de estudio y se ocupó de la espectroscopia aunque el estudio de la orientación espacial de los átomos era el problema más acuciante de la época. Acometió el problema de átomos con varios electrones, en particular el caso más simple, el espectro del helio. La espectroscopía de helio había sido examinada experimentalmente por Friedrich Paschen, pero aún no existía una interpretación teórica. El espectro mostró que no había combinaciones individuales y dobles (en realidad tripletes, como se vio después) de modo que parecía como si el helio estuviera formado por dos sustancias diferentes (lo que se explica hoy en día como el resultado del spin del electrón). El trabajo de Landé contenía varios ideas nuevas importantes, incluyendo la regla de la suma vectorial de dos momentos angulares mecánico-cuánticos, J1 y J2. Sus conclusiones y postulados fueron posteriormente confirmados por la teoría cuántica.
Las investigaciones de Lande en Frankfurt (desde diciembre de 1920 hasta abril de 1921) terminaron con el descubrimiento de la bien conocida fórmula de Landé y con una explicación del anómalo efecto Zeeman. El factor g de Landé ahora se define a través de mJ, el número cuántico magnético.
En 1923, Landé estableció la regla del intervalo de Landé, una regla que versa sobre la relación entre el spin de un electrón y la órbita. Durante 1925 Ralph Kronig, que presentó la idea del spin del electrón algunos meses antes que George Uhlenbeck y Samuel Goudsmit, trabajaba como asistente de Landé.
A finales de 1929 Landé fue invitado a la Universidad Estatal de Ohio en Columbus, Ohio, para presentar una serie de conferencias. Después de una segunda estancia (1930-1931) en Columbus, decidió establecerse en los Estados Unidos. Landé fue un precursor en una fase de la nueva interpretación de la teoría cuántica, de la que se podían hacer declaraciones físicas concretas sobre hechos comprobables experimentalmente. Esto sucedió, después de la primera fase de la interpretación de la teoría con discusiones muy conocidas entre Niels Bohr, Werner Heisenberg y Wolfgang Pauli que favorecieron la interpretación de Copenhague, confrontados en mayor o menor grado con Erwin Schrödinger, Louis de Broglie y, sobre todo, Albert Einstein. La mecánica cuántica proporcionó muchas nuevas prediccionesque pudieron ser investigadas y probadas o refutadas en el momento. El renovado interés se expresó en nuevos experimentos con nuevos métodos técnicos, sobre sistemas cuánticos individuales, átomos individuales, electrones y fotones.
Sin embargo, después de 1950 (y durante el resto de su vida), Landé se opuso enérgicamente a la interpretación de Copenhague de la teoría cuántica, requieriendo, como hizo Einstein, una descripción objetivamente real de los procesos físicos. Este cambio fue impulsado por su percepción de que la dualidad onda-partícula era una tergiversación innecesaria de los procesos cuánticos que en lugar de eso se explicaría desarrollando una formulación de una nueva partícula unitaria, sin la referencia dualista a las ondas. Landé basó su nueva formulación en los principios no-cuánticos de la simetría y la invariancia, con la regla de Duane para la cuantificación del cambio de momento con estructuras espaciales periódicas, y el principio de Leibniz de continuidad causa-efecto para explicar la naturaleza intrínsecamente probabilística de los procesos cuánticos. La interpretación de Landé se considera una interpretación minoritaria de la mecánica cuántica.
Landé murió el 30 de octubre de 1976 en Columbus, Ohio.

## Libros
Los principales libros de Landé son:
- Principles of Quantum Mechanics (Macmillan/Cambridge, 1937)
- Quantum Mechanics (Cambridge University Press, 1951)
- Quantum Mechanics (Sir Isaac Pitman & Sons, 1951)
- Foundations of Quantum Theory: A Study in Continuity and Symmetry (Yale, 1955)
- From Dualism to Unity in Quantum Physics (Cambridge University Press, Cambridge, 1960)
- New Foundations of Quantum Mechanics (Cambridge University Press, 1965)
- Quantum Mechanics in a New Key (Exposition Press, 1973)